# Ford Racing (videohra)
Ford Racing je závodní videohra, kterou vydala společnost Empire Interactive pro Windows a PlayStation. PC verzi vyvinulo studio Elite Systems (s datem vydání 2. listopadu 2000), zatímco tu pro PlayStation vyvinul Toolbox Design (vydána byla 29. ledna 2001). Vznikla jako odpověď na Gran Turismo.
Představovala první příspěvek do stejnojmenné herní série. Později Ford Racing vydali jako stažitelnou hru pro PS one Classic prostřednictvím PlayStation Store (květen 2009), pro nasazení na konzolích PlayStation 3 a PlayStation Portable.

## Hratelnost
PC verze zahrnuje tucet vozů značky Ford a desítku tratí, kdežto ta playstationová obsahuje 11 aut s osmičkou tratí; na rozdíl od vozů jsou tratě fiktivní.
Hráč zpočátku řídí malý osobní vůz Ford Ka, s přibývajícími herními zkušenostmi hra zpřístupní další vozidla; pro každé z nich existují dva modely pro roky 1997 až 2000, celkem tedy osm různých verzí každého vozu.

## Přijetí
U kritiky vyvolala hra smíšené ohlasy. Na stránce Metacritic má verze pro PlayStation skóre 53 a PC verze 51; obě ukazují na „smíšené či průměrné recenze“.